# Danny Stardust
Danny Stardust er en fiktiv person, som optræder i Anders Matthesens satiriske voksen-julekalender Jul på Vesterbro fra 2003.
Danny er Stewart Stardusts eneste søn. Hans hud er helt bleg og uren, og han går hele tiden rundt med en hue, der dækker hans lange fedtede hår. Danny er en uintelligent knægt, der hygger sig med blandingsmisbrug, småkriminalitet og lidt med sin kæreste Randi (som han har fået et barn med), der er narkoman. Danny er selv kleptoman og stjæler konstant fra Stewart uden at indrømme det. Man møder ham udelukkende på en 24 dages udgang fra fængslet i december 2003. Terkel fra Terkel i knibe er Danny's animerede granfætter i en scene, hvor man ser, at Stewarts (Dannys far) animerede niece er hovedpersonens mor.
Han medvirker på sangen "Jul på Vesterbro", "Junkie Love" og "Træt Af Crack".